# Фондация „Копривщица“
Фондация „Копривщица“ е българска културно-просветна организация със седалище	в Пирдоп.
Има за цел съхранение и усъвършенстване на традициите в областта на туризма, фолклора, архитектурното наследство и медийното представяне на град Копривщица.
Фондацията е основана с учредители Софийски регионален вестник „Камбана“, община Копривщица, „БИМАК“ АД (с. Челопеч) и д-р Екатерина Ослекова през 1995 г.
Организираните от нея „Дни за фолклор“ са предшественик на летните фолклорни празници „С Копривщица в сърцето“. По време на тези изяви са организирани изпълнения на певчески и танцови групи и индивидуални изпълнители, включително ансамбли за стари градски песни. Празниците редовно се придружават с изложби базар на Задругата на майсторите и фотоконкурс „България пее в Копривщица“.
Значителна част от усилията на фондацията са отделени на инициативата за създаване на Обществен съвет по туризма към Община Копривщица и продължаването на провеждането на всеки пет години на Националния събор на българското народно творчество, в местността „Войводенец“ в околностите на града. През 1996 година Фондация „Копривщица“ осъществява проект „Създаване на клуб за граждански инициативи“, финансиран от Фондация „Развитие на гражданско общество“.

## Почетни членове
Сред почетните членове на фондация „Копривщица“ са изтъкнати български литературни критици, български фолклористи, политически и други личности, принадлежащи на интелектуалния елит на страната.
- Александър Сертев
- проф. Андрей Пантев
- Асен Сираков
- проф. Богдан Богданов
- Божана Димитрова
- проф. Борислав Владимиров
- Ваня Монева
- Васил Гарнизов
- проф. Вера Мутафчиева
- Генчо Стоев
- Георг Краев
- Димитрина Савова
- проф. Дойно Дойнов
- Дончо Цончев
- Доротея Тончева
- Евгений Дайнов
- Емил Минев
- д-р Желю Желев
- проф. Иван Лалов
- Ивана Джеджева
- Иван Кръстев
- Илка Зафирова
- Калина Сертева
- проф. Милена Цанева
- Михаил Неделчев
- Надежда Александрова
- Недялко Йорданов
- проф. Николай Генчев
- проф. Николай Кауфман
- Петър Константинов
- Ралица Станоева
- Симеон Сакскобургготски
- Стефан Мавродиев
- Стойка Миланова
- Теодор Юруков
- Хайгашод Агасян
- Янка Рупкина